# Remorque
Une remorque est un véhicule (généralement dépourvu de moteur) que l'on attelle à un autre véhicule, dit tracteur, pour le déplacer.

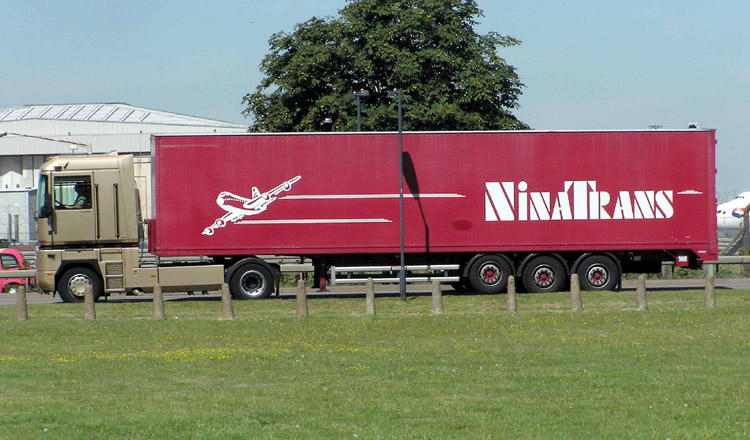
Semi-remorque de camion.
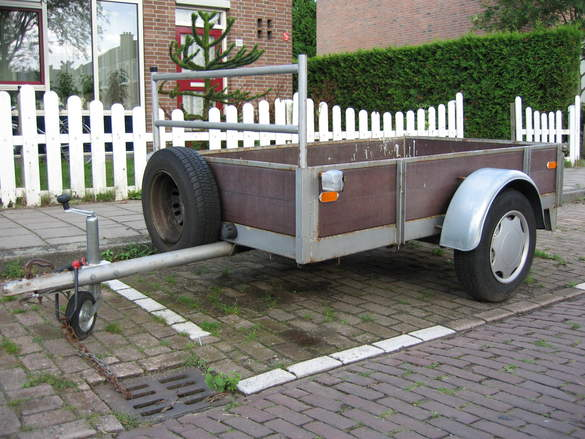
Remorque pour automobile.
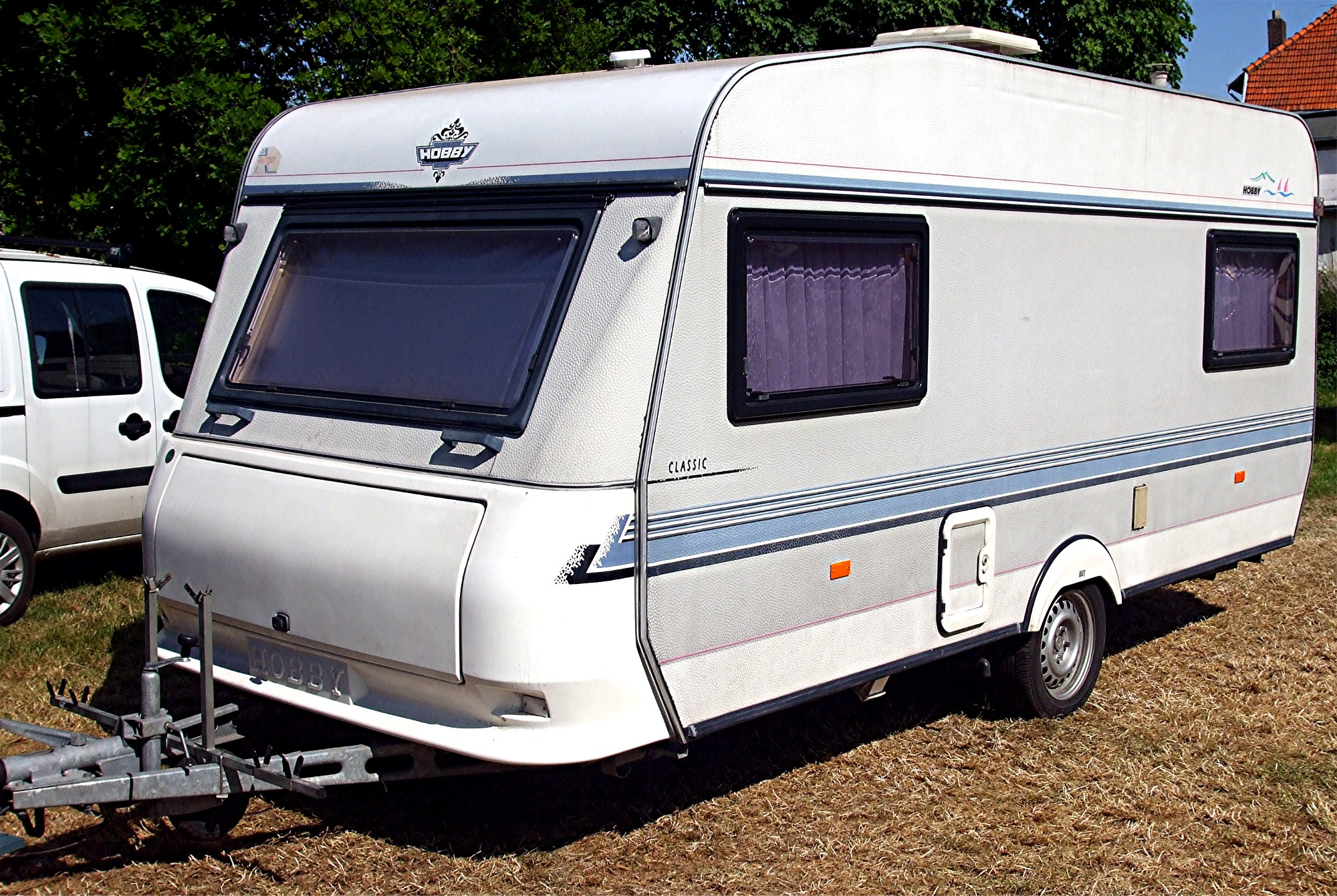
Caravane.
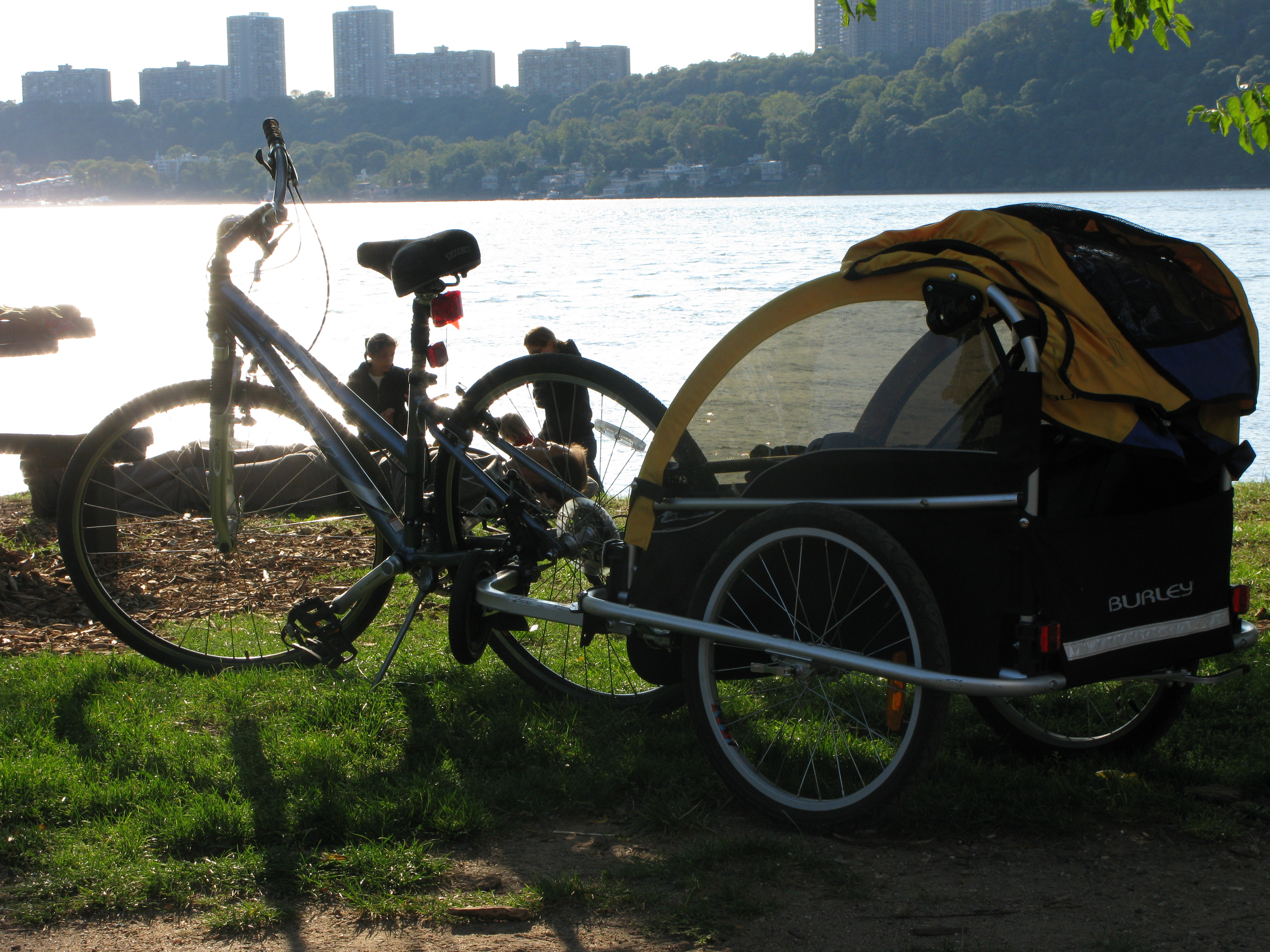
Remorque pour une bicyclette.

## Description
Ce terme est très usité dans le domaine du transport routier.
Dans le domaine du chemin de fer, les véhicules remorqués sont les wagons de transport de marchandises ou les voitures de transport de voyageurs. Toutefois le terme « remorque » s'emploie pour désigner les voitures tractées par des autorails ou les voitures non motorisées des rames automotrices.
La remorque désigne aussi l'action de remorquer (mais on dit aussi « remorquage »), ainsi que le lien souple (câble) ou rigide (barre) qui transmet l'effort de traction entre le véhicule tracteur et celui qui est remorqué.
La semi-remorque est techniquement destinée à être attelée à un autre véhicule de telle manière qu'elle repose en partie sur celui-ci et qu'une partie appréciable de son poids et du poids de son chargement soit supportée par lui.

## Types

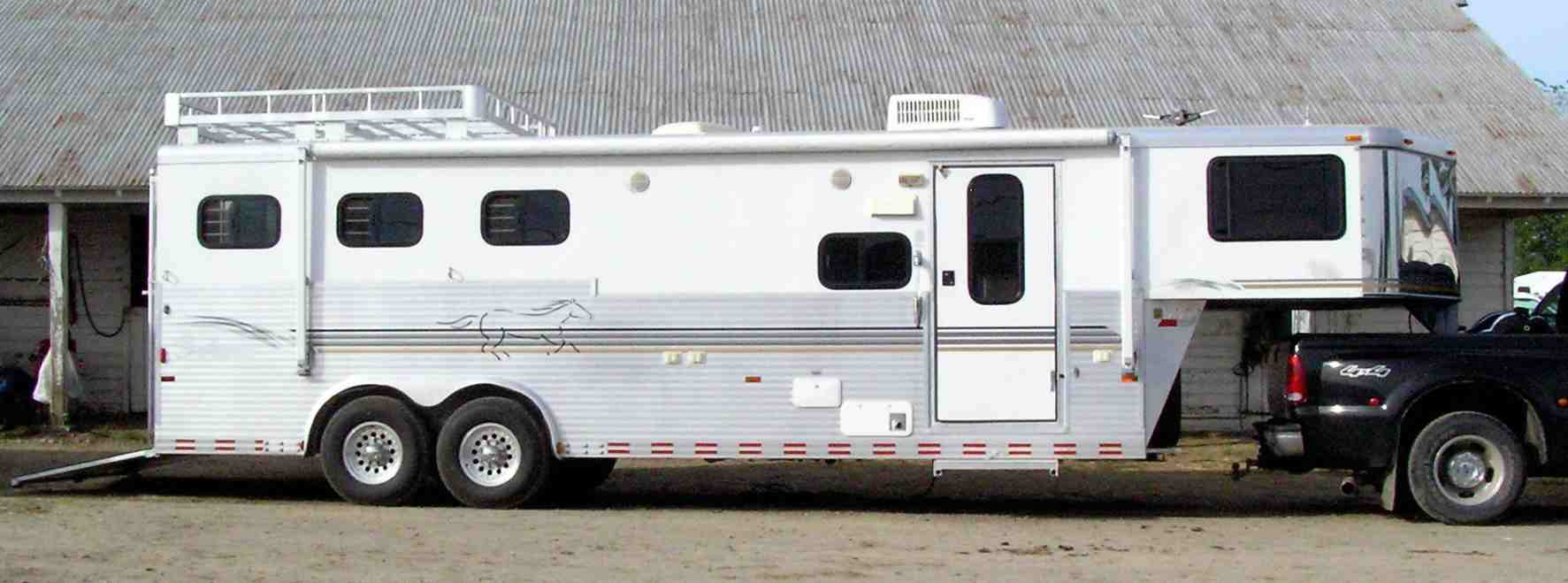
Remorque pour les chevaux.

### Usage
Une remorque peut être affectée à des tâches diverses et variées, comme porte conteneur, plateau fourgon, benne, bétaillère, citerne, tautliner, frigorifique pour le transport des denrées périssables et dans ce cas la remorque est munie d'un moteur avec un réservoir d'appoint, remorque à châssis extensible pour le transport de produits de grande longueur, remorque surbaissée.
On peut également adapter différentes machines sur une remorque, dans le cas de travaux spéciaux : grues, matériel militaire, véhicules de secours, d'intervention, ou véhicules affectés à des travaux spéciaux comme l'exploitation forestière, le réseau routier, l'entretien de réseaux de curage ou d'hydrocurage, véhicules miniers, éclairages cinématographiques, podiums pour spectacles.

### Remorques pour automobile
Les types de remorques pouvant être tractées par une automobile, un véhicule utilitaire sport ou une camionnette sont :
- à bascule (ou à benne) : utilisée pour transporter des matériaux de construction en vrac (terre, sable, gravier, etc.), elle est munie d’un mécanisme qui permet de décharger sa cargaison en faisant basculer la caisse ;
- chariot de remorquage (ou porte-auto) : petite plateforme avec des roues sur laquelle on embarque les roues tractrices d'une automobile pour des transports sur de courtes ou de longues distances ;
- col de cygne : les attelages à col de cygne s'accouplent avec un harnachement à sellette situé dans la boîte d'une camionnette. Ces remorques, souvent de type à plateforme, permettent de transporter de l'équipement beaucoup plus lourd que les remorques à plateforme avec un attelage à boule conventionnel ;
- motoneige : ouvertes ou fermées, les remorques à motoneige sont équipées de rampes et ont souvent une forme fortement influencée par celle de leur cargaison ;
- bagagère (ou cargo) : transport de bagages, de cargaison diverese, elle est souvent utilisée pour les déménagements ;
- fermée : remorque dont la caisse est fermée permettant de garder sa cargaison à l'abri des intempéries ;
- utilitaire : transport de matériaux, de VTT, UTV et côte-à-côte, de petits équipements d'aménagement paysager, de déchets verts, etc. ;
- plateau (deck over en anglais) : comme les remorques plateformes, les remorques à plateau sont utilisées pour transporter des voitures, de petites excavatrices, et d'autres équipements. La plateforme de ce type de remorque est située au-dessus des roues, ce qui permet de transporter des charges plus larges ;
- plateforme : souvent utilisée pour transporter des voitures, de petites excavatrices, et d'autres équipements, les remorques plateformes sont parfois équipées de rampes utilisées pour le chargement de véhicules. D'autres fois, c'est la plateforme qui bascule pour le chargement ;
- porte-moto : transport de motos, quads.

### Remorques pour vélo

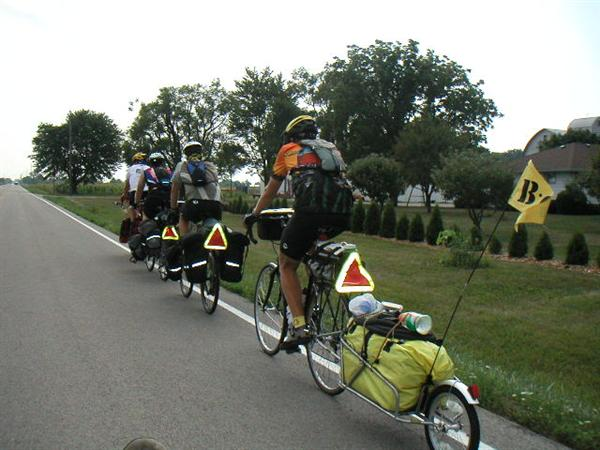
Remorque monoroue attelée à l'arrière d'un vélo pour des bagages.

L'espace de rangement sur un vélo est plus limité que dans une voiture, la remorque est alors souvent utile pour tous types de voyages ou de transport de matériel. On distingue plusieurs types de remorques pour vélo :
- charrette pour enfants : transport d'un ou deux enfants (jamais plus), obligatoirement avec un casque de vélo en France[2] ;
- remorque monoroue pour voyages à vélo : transport de bagages et de matériel de cyclotourisme. La roue unique rend ces remorques vélo plus maniables ;
- remorque utilitaire : transport de courses, de cartons de déménagement, de matériel de travail, de marchandises. Le plus souvent à deux roues pour plus de stabilité ;
- caddie pour courses : transport de petites courses en ville. Remorque plus haute et donc moins stable.

Selon le type de remorque, le montage peut être différent et plus ou moins complexe. Il existe des montages sur l'axe de roue arrière ou sur la tige de selle.

### Remorques de manutention
Les remorques de manutention, également connues sous le nom de remorques industrielles, sont des équipements de transport conçus pour le déplacement efficace de charges lourdes dans un environnement industriel. Ces remorques sont utilisées dans différents secteurs tels que la logistique, la fabrication et l'entreposage, contribuant ainsi à optimiser les opérations de manutention de marchandises.

### Véhicule tracteur
Les remorques peuvent être tractées par :
- un deux-roues (bicyclette, vélomoteur, etc.) : dans le cas d'un vélo, la remorque à vélo peut transporter des bagages, des animaux ou des enfants ;
- une automobile : remorque à bagages ou remorque aménagée pour le camping (voir caravane) fixée par un crochet d'attelage ;
- un camion : remorque routière ;
- un tracteur routier : semi-remorque ;
- un tracteur agricole : remorque agricole.

Ces véhicules attelés sont ainsi désignés différemment suivant leur assemblage :
- véhicule articulé : ensemble composé d'un véhicule tracteur et d'une semi-remorque ;
- train double : ensemble composé d'un véhicule articulé et d'une semi-remorque dont l'avant repose soit sur un avant-train, soit sur le train roulant arrière coulissant de la première semi-remorque qui tient alors lieu d'avant-train ;
- train routier : ensemble constitué d'un véhicule à moteur auquel est attelée une remorque ou une semi-remorque dont l'avant repose sur un avant-train.

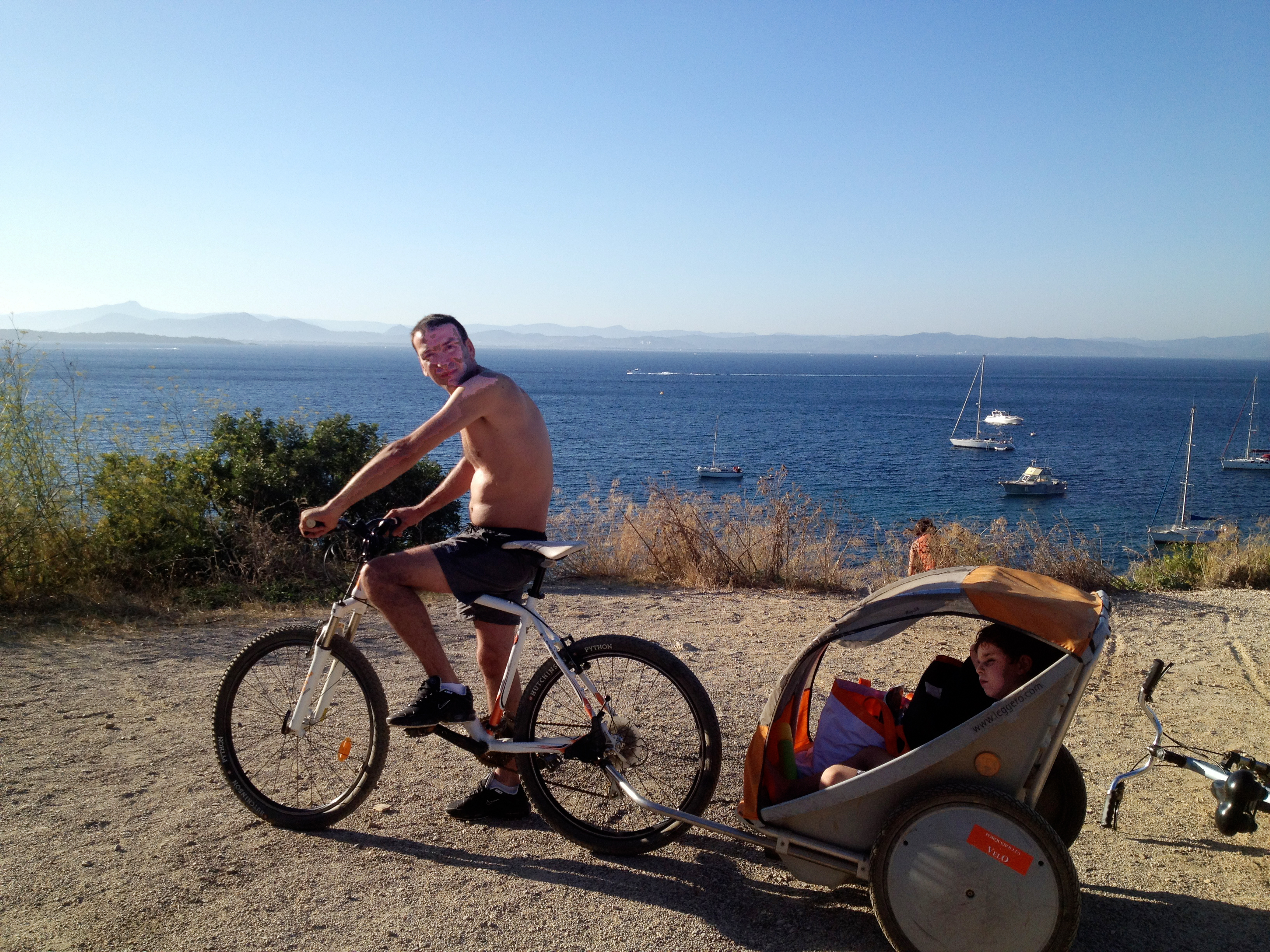
Vélo et remorque enfant à Porquerolles.
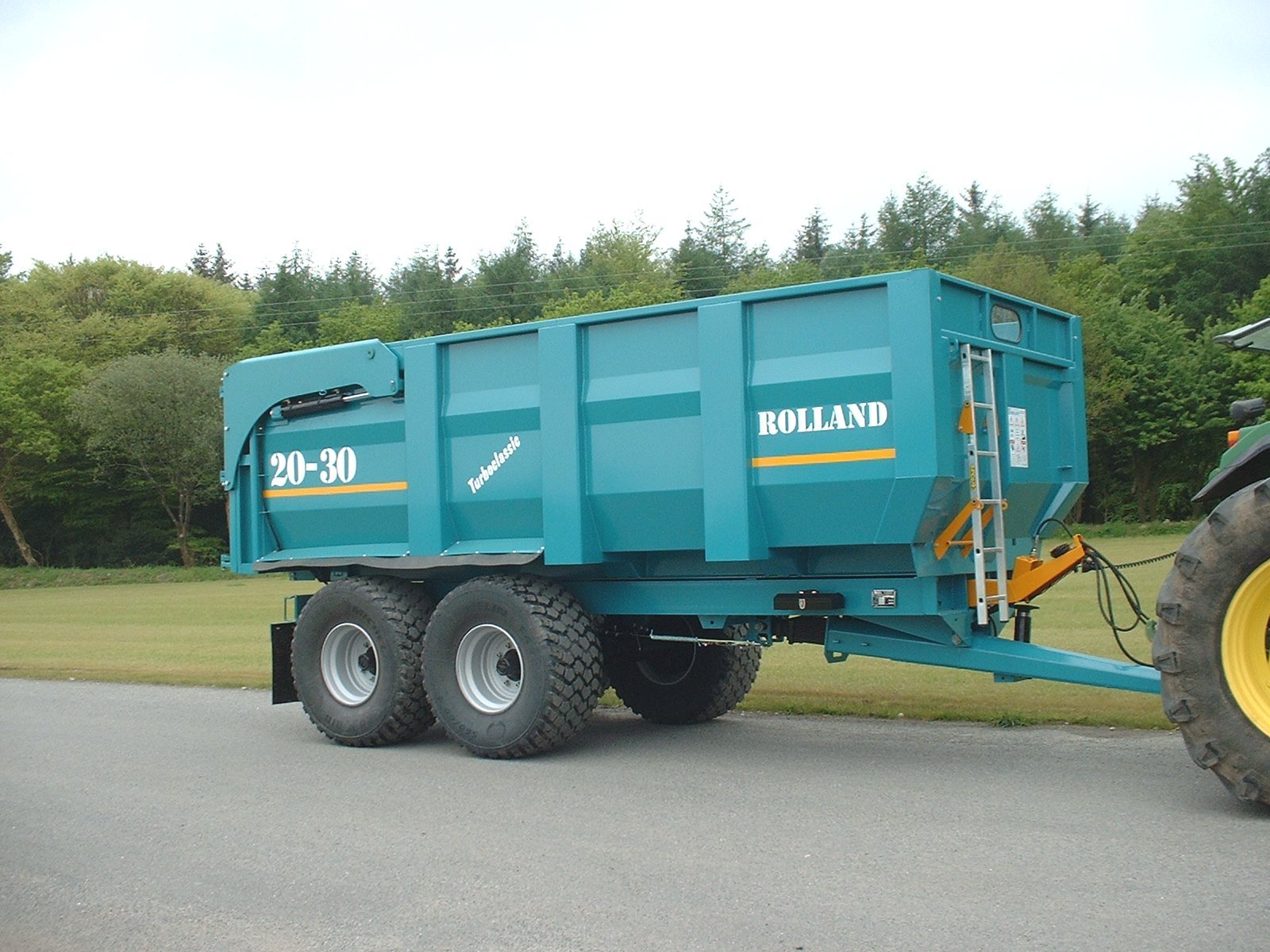
Remorque agricole.
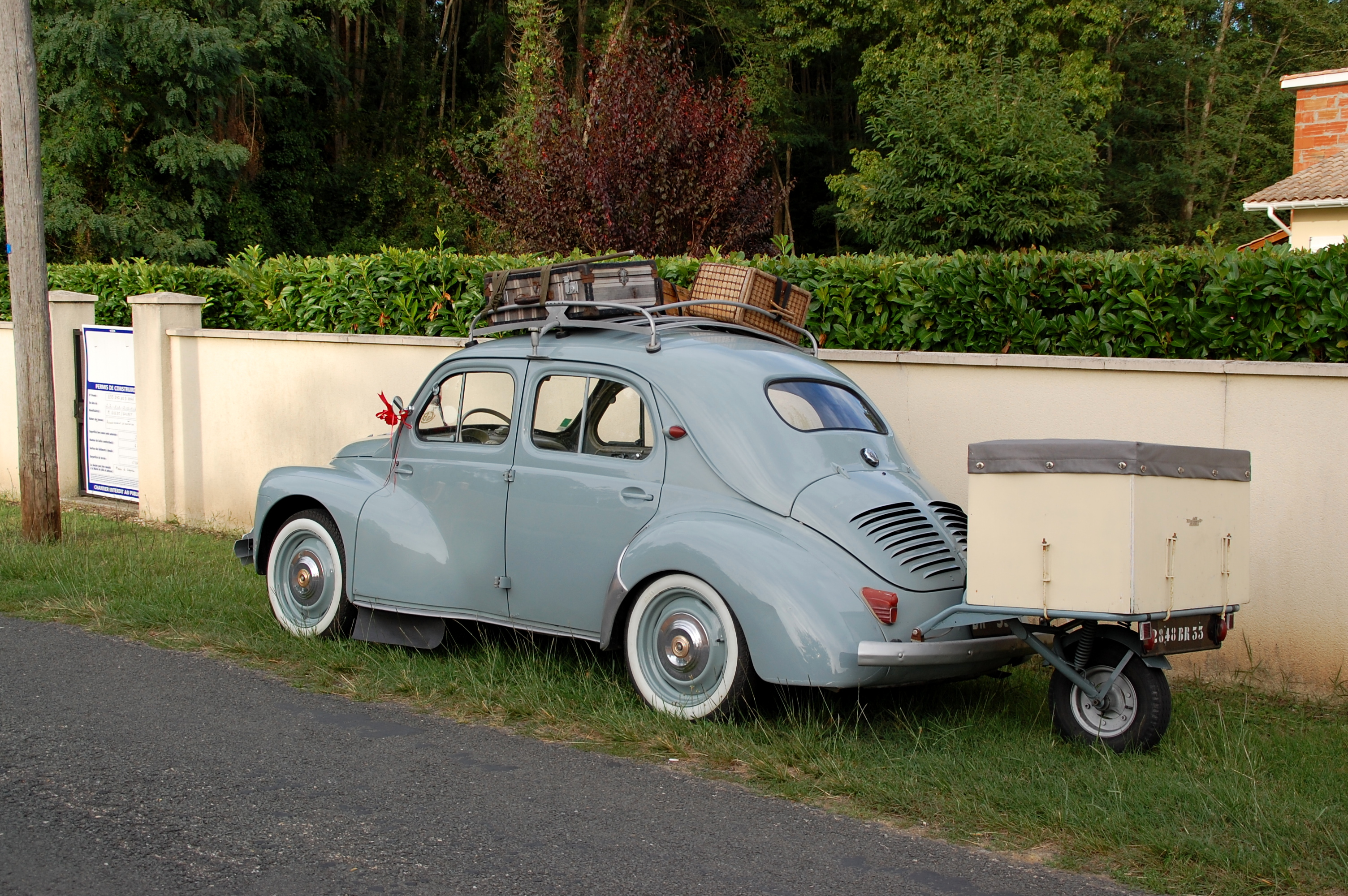
Remorque monoroue.
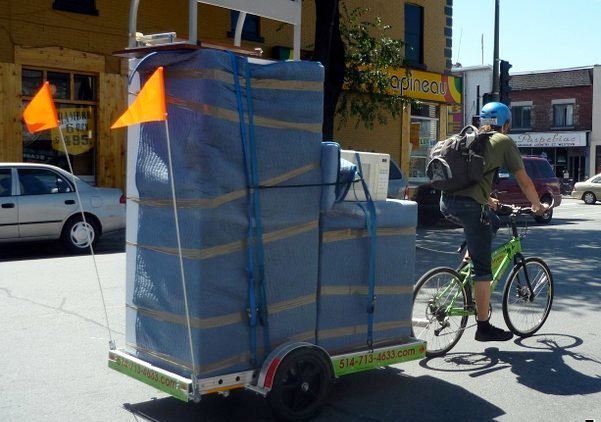
Remorque de déménagement à vélo.

### Technique

#### Structure
- Remorque à une roue.
- Remorque à un essieu ou deux essieux couplés (bogie ou tandem).
- Remorque à deux essieux : la direction est fréquemment assurée par un simple pivot central (ou cheville ouvrière).
- Remorque à un essieu directeur et deux essieux couplés porteurs.

Dans le cas de remorques poids lourd, le nombre d'essieux est prépondérant, car il va conditionner le poids pouvant être porté par l'ensemble. Les remorques à trois essieux sont fréquentes dans le transport de marchandises en France.

#### Largeur
La largeur maximale des remorques est réglementée par le code de la route :
- 2,60 m pour les remorques à parois épaisses conçues pour le transport de marchandises réfrigérées avec refroidissement ;
- 2,55 m pour les autres véhicules ou parties de véhicules ;
- 2,95 m pour les véhicules à traction animale dont la carrosserie ou les garde-boue ne surplombent pas les roues ;
- 2 m pour les motos, les tricycles et quadricycles à moteur et les cyclomoteurs à trois roues ;
- 1 m pour les cyclomoteurs à deux roues.

#### Longueur
La longueur maximale des remorques est réglementée par le code de la route, ainsi que la longueur des véhicules attelés :
- remorque, non compris le dispositif d'attelage : 12 m ;
- semi-remorque, 12 m entre le pivot d'attelage et l'arrière de la semi-remorque, et 2,04 m entre l'axe du pivot d'attelage et un point quelconque de l'avant de la semi-remorque ;
- véhicule articulé : 16,5 m ;
- autobus ou autocar articulé : 18,75 m ;
- autobus articulé comportant plus d'une section articulée : 24,5 m ;
- train routier et train double : 18,75 m ;
- ensembles de véhicules ou de matériels de travaux publics : 22 m ;
- la longueur totale avec remorque des motos, tricycles et quadricycles à moteur ne peut pas excéder 4 m.

#### Chargement
- Le poids total d'une remorque chargée, pour moto, tricycle ou quadricycle à moteur, ne peut pas excéder la moitié du poids à vide du véhicule tracteur[5].

## Contraintes

### Véhicule B
L'immatriculation de la remorque est nécessaire si le PTAC de la remorque dépasse 500 kg. Si elle a été mise en circulation avant le 5 février 1969, la limite est de 750 kg.
Lors du chargement d'une remorque attelée à un véhicule entrant dans la catégorie B, le poids de l'ensemble de véhicule ne doit pas dépasser :
- le PTAC de la remorque indiqué sur le certificat d'immatriculation de la remorque ;
- le PTRA indiqué sur le certificat d'immatriculation du véhicule tracteur. L'article R-54-2 autorisait le dépassement du PTRA à condition de limiter la vitesse et d'apposer à l'arrière un disque indiquant 45 km/h ou 65 km/h; Il a été abrogé en 2001[6].

La conduite d'un véhicule attelé avec une remorque d'un PTAC supérieur à 750 kg est soumise certaines conditions réglementaires :
- si la somme des PTAC (véhicule tracteur + remorque) n’excède pas 3 500 kg, la catégorie B du permis suffit (PTAC remorque ≤ 3 500 kg) ;
- si la somme des PTAC (véhicule tracteur + remorque) dépasse 3 500 kg sans excéder 4 250 kg, la mention B96 du permis est nécessaire (PTAC remorque ≤ 3 500 kg) ;
- si la somme des PTAC (véhicule tracteur + remorque) dépasse 4 250 kg sans excéder 7 000 kg, la catégorie BE du permis est nécessaire (PTAC remorque ≤ 3 500 kg) ;
- si la somme des PTAC (véhicule tracteur + remorque) dépasse 7 000 kg, la catégorie C1E du permis est nécessaire (PTAC remorque > 3 500 kg).

Les véhicules (remorque comprise) dont la longueur dépasse sept mètres ont interdiction d'emprunter d'autres voies que les deux voies les plus à droite sur une chaussée à plus de deux voies de circulation. Le conducteur sera dans l'obligation de ralentir, de s'arrêter ou de se garer pour faciliter le passage des véhicules plus petits, dans tous les cas où l'insuffisance de la largeur libre de la chaussée, son profil ou son état, ne permettent pas de se croiser ou de dépasser avec facilité et en toute sécurité.
Sanction relative à la remorque : si une surcharge inférieure à 5 % est constatée, il y aura contravention mais pas d'immobilisation.
Il peut y avoir contravention pour un véhicule attelé :
- si le poids réel dépasse le PTRA ;
- si le poids réel d'un des véhicules dépasse son PTAC.

Depuis 2014, la vitesse maximale a été mise à jour également (si le poids total autorisé en charge est supérieur à 3,5 t ou si les ensembles de véhicules ont leur poids total roulant autorisé supérieur à 3,5 t) :
- 90 km/h sur les autoroutes ;
- 80 km/h sur les routes à caractère prioritaire et signalées comme telles. Toutefois, cette vitesse maximale est relevée à 90 km/h pour les véhicules dont le poids total est inférieur ou égal à douze tonnes sur les routes à deux chaussées séparées par un terre-plein central ;
- 80 km/h sur les autres routes. Toutefois, cette vitesse maximale est abaissée à 60 km/h pour les véhicules articulés ou avec remorque dont le poids total est supérieur à douze tonnes ;
- 50 km/h en agglomération. Toutefois, cette vitesse maximale est relevée à 70 km/h sur le boulevard périphérique de Paris.

### Véhicule groupe lourd

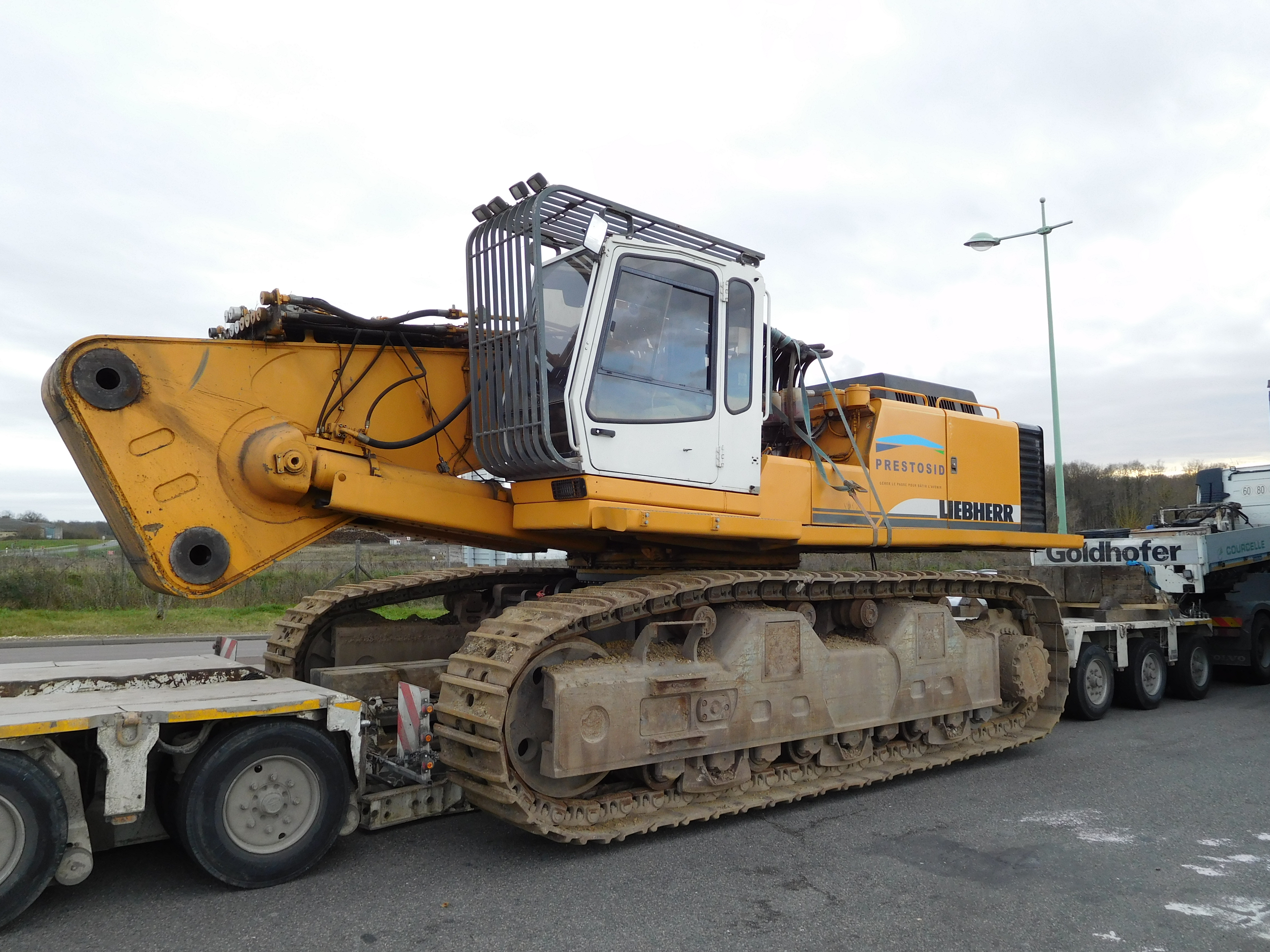
Plateau Goldhofer surbaissé, extensible, à 3+5 essieux, d'un convoi exceptionnel.